# Jacob Dubbel
Jacob Dubbel (Engels: Jacob Two-Two) is een trilogie geschreven door Mordecai Richler die zich afspeelt in de Canadese stad Montreal. Het is ook een Canadese tekenfilmserie van 62 afleveringen die gemaakt is met Adobe Flash. De Nederlandse versie ging op 4 september 2004 in première bij Fox Kids en op 5 september 2004 bij Ketnet.
Jacob woont bij zijn ouders met zijn twee oudere zussen (Emma en Marfa) en twee oudere broers (Noah en Daniël). Omdat het een nogal druk huishouden is, moet Jacob alles twee keer zeggen voordat men hem hoort, vandaar zijn bijnaam.
Het gezin is pas in Montreal komen wonen. 
Hij beleeft samen met zijn vriendjes en familie allerlei avonturen. Zijn buurman is een zelfverklaarde internationale spion en heeft zich vermomd als vriendelijke buurman en controleur van de plaatselijke gasmaatschappij. Jacobs beste vrienden zijn Duivert en Reneé. Daniël is de stoere van de familie. Hij heeft blauw haar en draagt altijd zijn zwarte jasje met bijpassende broek. Marva is de dramatiserende tiener van het gezin. Ze heeft een computer waar Jacob vaak op moet voor zijn huiswerk. Ze belt graag met haar vrienden over jongens. Dan is er nog Noah. Hij is de lastpak van het gezin. Samen met zijn tweelingzus Emma vormt hij 'Kidpower'.

## Nederlandse stemmen
De eerste vier seizoenen werden in het Nederlands nagesynchroniseerd door Wim Pel Productions.
- Jacob Dubbel: Jody Pijper
- Duivert Orville Nijard Poef: Roben - Mitchell van den Dungen Bille
- Renee: Melise de Winter
- Juffrouw Zilveruitje/Melinda Groen: Hetty Heyting
- Directeur Gretigaard: Marcel Jonker
- Leo Luis: Lucas Dietens
- Meneer Distelgat: Jan Nonhof
- Marfa: Birgit Schuurman
- Daniël: Jurgen Theuns
- Noah: Jeremy Baker
- Emma: Aukje van Ginneken
- Jacobs vader: Bas Keijzer
- Jacobs moeder: Ine Kuhr
- Diederik: Ajolt Elsakkers
- Cloris: Wiebe-Pier Cnossen
- Willem: Rowin Schumm
- Opa Paul: Wim van Rooij
- De tandenkap: Lucas Dietens
- Karel Etterkroon/Claude Latoque: Jeremy Luton

Het programma werd uitgezonden door Fox Kids, Jetix, Ketnet, Disney Channel, NPO Zapp, RTL 8, RTL Telekids, vtmKzoom en vtmKzoom+. Het laatste seizoen is nooit uitgezonden.

## Trivia
- De symfonie die zo nu en dan te horen is in de animatieserie is de 9de symfonie van Beethoven.